# Золотий світанок
Народна асоціація — Золотий світанок (грец. Λαϊκός Σύνδεσμος – Χρυσή Αυγή, трансліт. Laïkós Sýndesmos – Chrysí Avgí, Лайко́с С́індесмос — Хрісі́ Авгі́) — грецька ультраправа неонацистська ультранаціоналістична злочинна організація та колишня політична партія, заснована 1985 року та зареєстрована 1993 Ніколаосом Міхалолякосом, відомим запереченням Голокосту та звеличуванням Адольфа Гітлера.
Золотий світанок здобув популярність під час фінансової кризи в Греції 2009 року, ставши третьою за популярністю партією в грецькому парламенті на виборах у січні 2015 року. З того часу її підтримка різко впала, і вона не змогла потрапити до парламенту на виборах 2019 року. Кримінальний процес проти лідерів партії, який часто називають найбільшим процесом над нацистами з часів Нюрнберзького процесу, тривав понад п'ять років.

## Ідеологія
Партія виступає із різко ксенофобськими та расистськими поглядами. Золотий світанок часто називають неонацистською та неофашистською організацією. Організація відкидає ці звинувачення, а її члени прославляють жорстоких грецьких диктаторів Іоанніса Метаксаса і його режим 4 серпня (1936—1941) та Георгіоса Пападопулоса і режим полковників (1967—1974).
Засновник організації Міхалоліакос, її самопроголошений «фюрер», відстоює теорію заперечення Голокосту і є палким прихильником Адольфа Гітлера та відвертим націоналістом і расистом. Золотий світанок також використовує символіку, дуже схожу на нацистську, нацистські вітання, гасла «Кров і ґрунт», а також прославляє діячів нацистської Німеччини. Золотий світанок також називають ультранаціоналістичною організацією, також вони підтримують створення Великої Греції.
У соціальних питаннях вони є традиціоналістами та виступають проти імміграції, а у фіскальних питаннях є протекціоністами.
Золотий світанок дотримується право-популістської риторики, також активно пропагандуючи антисемітизм, ісламофобію, тюркофобію та гомофобію.

## Історія
Основою партії став однойменний ультраправий журнал, який видавався в 1980—1984 роках. Редактором журналу був Ніколаос Міхалоліакос. 1984 року журнал припинив своє існування, однак однодумці редактора приєдналися до партії Національний політичний союз, з якого виділилися як молодіжне крило 1985 року. 1993 року партія змогла отримати державну реєстрацію і зайняла вкрай правий ряд грецької політичної арени. У роки Боснійської війни бойовики Золотого світанку об'єдналися у Грецьку добровільну гвардію і билися на стороні сербських загонів.
Діяльність партії зустрічає протидію з боку як держави, так і лівих активістів. Особливо запеклі зіткнення між ними відбувалися 2008 року. 19 березня 2010 року в штаб-квартирі партії в Афінах стався вибух.
Партія активно бере участь у муніципальних і парламентських виборах, блокуючись з іншими націоналістичними партіями Греції. Однак внаслідок боргової кризи та політики жорсткої економії провідні партії ПАСОК та Нова Демократія втратили значну частину свого електорату, зрештою на дострокових парламентських виборах 6 травня 2012 партія подолала прохідний бар'єр у 3 %, набравши 7 % голосів.
Після провалу усіх спроб сформувати коаліційний уряд лідерами трьох партій-переможниць були призначені повторні вибори 17 червня 2012 року. За 10 днів до виборів під час теледебатів офіційний речник партії Іліас Касідіаріс плеснув водою в обличчя, а потім кинувся бити представницю Комуністичної партії Греції. Цей епізод, а також непоодинокі в останні місяці напади членів партії на імігрантів, журналістів та лібералів зрештою вилилися у кількатисячну демонстрацію проти «неофашистської зарази» в центрі Афін 9 червня 2012 року. Зрештою на виборах 17 червня Золотий світанок здобула 6,92 % голосів виборців, втративши 3 місця у парламенті.

### Убивство Павлоса Фіссаса та кримінальне провадження
18 вересня 2013 року активіст Золотого світанку 45-річний Йоргос Рупакіс вчинив убивство Павлоса Фіссаса, музиканта, відомого антифашистськими виступами. Ця справа викликала такий резонанс, що стала приводом до масових антифашистських протестів та заворушень в усіх найбільших містах країни. 20 вересня міністр громадського порядку Греції Нікос Дендіас передав до Ареопагу справу проти золотого світанку, в якій зафіксовано 32 епізоди злодіянь від 2012 року. 13 з них вчинено в Афінах, решта — в інших містах по всій території Греції. Дендіас також повідомив ЗМІ, що можливо, буде ініційовано перегляд Конституції та заборонено діяльність Золотого світанку.
Прослуховування телефоних номерів членів Золотого світанку дозволило встановити, що «наказ» про убивство Фіссаса віддало керівнистцо партії. 28 вересня заарештовано лідера партії Ніколаоса Міхалоліакоса, а також ще 20 членів партії, включаючи все її керівництво та 5 членів парламенту.
16 жовтня 2013 року рішенням Грецького парламену за поданням міністра громадського порядку Нікоса Дендіаса позбавлено депутатської недоторканості шістьох членів партії, звільнених від арешту 7 жовтня, під підписку про невиїзд, а саме: Панайотіс Іліопулос, Ефстафій Букурос, Йоргос Герменіс, Іліас Панайотарос, Іліас Касідіаріс та Хрисовалантіс Алексопулос. За це рішення віддали голос 247 членів парламенту. Відтепер проти них буде відкрито карні справи. Герменіс, Іліопулос і Букурас звинувачуються за участь та управлінні злочинною організацією, в той час як Панайотарос — порушенні громадського порядку, Касідіаріс — в організації заворушень, Алексопулос — облаштуванні нелегальної радіостанції. При цьому лідер партії Ніколаос Міхалоліакос, його права рука Хритос Паппас та Янніс Лагос залишаються під арештом у в'язниці Корідаллоса.

## Результати на виборах

### До парламенту Греції
| Рік           | Тип виборів        | Кількість голосів | %    | Кількість місць |
| ------------- | ------------------ | ----------------- | ---- | --------------- |
| травень, 2012 | Грецький парламент | 437 005           | 7    | 21              |
| червень, 2012 | Грецький парламент | 425 952           | 6,92 | 18              |
| січень 2015   | Грецький парламент | 388 447           | 6,28 | 17              |
| вересень 2015 | Грецький парламент | 379,581           | 7    | 18              |
| 2019          | Грецький парламент | 165,709           | 2.9  | 0               |

## У культурі
Організацію згадано в антишовіністичному фільмі «На межі» німецького кінорежисера турецького походження Фатіха Акіна.